# Axixá do Tocantins
Axixá do Tocantins est une municipalité brésilienne située dans l'État du Tocantins.